# Hervé Guy
Hervé Guy Landry, né le 17 septembre 1991 à Yopougon, est un footballeur ivoirien évoluant au poste de milieu de terrain.

## Biographie
Arrivé en 2001 au Sporting Club de Bastia, Hervé Guy va faire cinq apparitions en équipe première, une fois en Ligue 1 en 2002-2003 et quatre fois en Ligue 2 lors de la saison 2005-2006. Barré par les Chaouki Ben Saada, Youssouf Hadji, Frédéric Née et autres Pierre-Yves André, il joue essentiellement en équipe réserve, en CFA et CFA 2 (à partir de 2005), soit comme attaquant, soit comme milieu offensif droit.
Il participe à la qualification de l'équipe de Côte d'Ivoire des moins de 20 ans pour la Coupe d'Afrique des nations junior 2003, notamment lors d'un match décisif face au Cameroun[réf. nécessaire]. Il participe également à la Coupe du monde de football des moins de 20 ans 2003 aux Émirats arabes unis.
Laissé libre en 2007, il fait des essais infructueux en France et revient finalement dans son pays natal. Il rejoint en 2008 le Stella Club d'Adjamé, avec lequel il termine pour sa première saison à la sixième place du Championnat de Côte d'Ivoire 2009 et se qualifie pour la Coupe de l'UFOA. L'année suivante, le club termine 5e. Il est présélectionné pour le Tournoi de l'UEMOA, mais il se blesse contre le Sharks Football Club en Coupe de l'UFOA et doit déclarer forfait[réf. nécessaire]. Il est rappelé plus tard par le sélectionneur Georges Kouadio pour la Coupe CECAFA des nations en Tanzanie. L'équipe B des Éléphants s'incline en finale 1-0 contre la Tanzanie.
En 2012, Hervé Guy remporte la Coupe de Côte d'Ivoire, en battant en finale le Séwé Sports de San-Pédro.
La saison 2023-2024 voit le Raja réaliser un exploit historique en remportant le doublé coupe-championnat sans aucune défaite. Les Verts ont pourchassé l'AS FAR depuis le début de la saison jusqu'à la 29e journée quand Adam Ennafati marque le coup franc décisif à la dernière minute contre le Wydad et les propulse à la tête du classement. Le 14 juin 2024, le club s'assure le titre en s'imposant face au Mouloudia d'Oujda (0-3) et bat également le record des points avec 72 unités. Le 1er juillet, le Raja enchaîne avec une quatorzième victoire de suite en battant l'AS FAR encore une fois en finale de la Coupe du trône pour s'assurer le troisième doublé de son histoire.    

## Palmarès
- Vainqueur de la Coupe de Côte d'Ivoire en 2012 avec le Stella Club d'Adjamé
- Vainqueur du doublé coupe-championnat en 2024 avec le Raja Club Athletic.